# Aleksander Grecki
Aleksander I (ur. 21 lipca 1893 w Tatoi koło Aten, zm. 25 października 1920 w Atenach) – król Grecji w latach 1917–1920, z dynastii Glücksburgów, bocznej linii Oldenburgów. Syn Konstantyna I i królowej Zofii Hohenzollern.

## Życiorys
Wstąpił na tron podczas I wojny światowej, gdy jego ojciec, zwolennik polityki proniemieckiej, został zmuszony przez aliantów do abdykacji i opuszczenia Grecji wraz ze starszym synem, Jerzym II. Dzięki staraniom premiera greckiego – Eleftheriosa Wenizelosa, Grecja ostatecznie przystąpiła do obozu aliantów i w wyniku wojny powiększyła swoje terytorium. Początkowo podkreślający związki z ojcem i wrogo nastawiony do Wenizelosa – w trakcie uroczystości koronacyjnych obaj mężowie stanu nie podali sobie nawet rąk – król Aleksander stopniowo stawał się następnie spolegliwym zwolennikiem premiera. Toteż poparł decyzję rządu Wenizelosa o rozpoczęciu wojny z Turcją, licząc na większe nabytki Grecji na terenach przegrywającego Imperium osmańskiego. W trudnym dla armii okresie, na prośbę premiera, król natychmiastowo zadecydował i zrealizował wizytację wszystkich, istotnych zgrupowań wojsk greckich w Europie i w Azji, uspokajając nastroje. Przed żołnierzami podkreślał wspólny Hellenom patriotyzm i szansę całkowitego wyzwolenia Ojczyzny spod wielowiekowej okupacji, następnie wskazując na potrzebę także jedności.
Po 3 latach dyskretnego, głęboko emocjonalnego związku, przy bojkocie ze strony całej rodziny i także dworów Europy, bez wymaganej prawem zgody rządu i przy sprzeciwie, a następnie w niewiedzy hierarchów greckiego kościoła, w prywatnym domu przyjaciela i zapraszając kapłana „na chrzciny dziecka”, 4 października 1919 król zawarł związek małżeński ze „zwykłą Greczynką” Aspasią Manos (1896–1972). Niezbędne sprzęty liturgiczne Aleksander osobiście wypożyczył z ufundowanej przez swą babkę kaplicy miejskiego szpitala „Evangelismos”. Część osób z królewskiego otoczenia, w tym dwóch generałów, zareagowało na taki rozwój wydarzeń dymisjami. Także sytuacja międzynarodowa wymagała najwyższej uwagi, toteż dla racji stanu, królewski związek nigdy nie został oficjalnie ogłoszony przez greckie państwo. Do śmierci Aleksandra małżonkom nie było też dane zamieszkać razem. Już po tragicznej śmierci ojca, urodziła się córka Aleksandra (1921–1993), późniejsza królowa Jugosławii, żona Piotra II Karadziordziewicia.
Mimo pomocy sprowadzonych przez premiera Wenizelosa czołowych, europejskich lekarzy, Aleksander I zmarł na sepsę, połączoną z gangreną niemal całego ciała, po kilkutygodniowej chorobie, wywołanej ugryzieniem przez małpę. O śmiertelnym przebiegu tej choroby zadecydować mogła okoliczność, że nikt z lekarzy nie zdecydował się zawczasu na zasugerowanie amputacji gnijącej kończyny młodego władcy. Przy powoli umierającym Aleksandrze często obecny był premier i niemal stale jego morganatyczna ukochana. Z całej rodziny, na pogrzebie obecna była jedynie przybyła pospiesznie ze Szwajcarii królewska babka, Olga Konstantinowna Romanowa – grecka królowa Olga. Reszta królewskich krewnych zarówno demonstracyjnie zachowywała nieprzejednanie wobec decyzji politycznych i osobistych Aleksandra, jak też nie byliby mile widziani i zapewne nie zostaliby do Grecji wpuszczeni.
Po śmierci Aleksandra tron objął ponownie jego ojciec Konstantyn I, który dopiero po dwóch latach zdecydował się dzięki prośbom żony Zofii, siostry cesarza Wilhelma II, uznać nierówne stanem małżeństwo syna. Aspazji i Aleksandrze nadano tytuły księżniczek greckich. Aspazja, mimo urody, przez resztę osobistego życia wybrała samotność.